# デバスズメダイ
デバスズメダイ（出歯雀鯛、学名：Chromis viridis）は、スズキ目スズメダイ科スズメダイ属に分類される魚類の一種。種小名は「緑」を意味する。和名は下顎の歯が突出することにちなむ。

## 形態

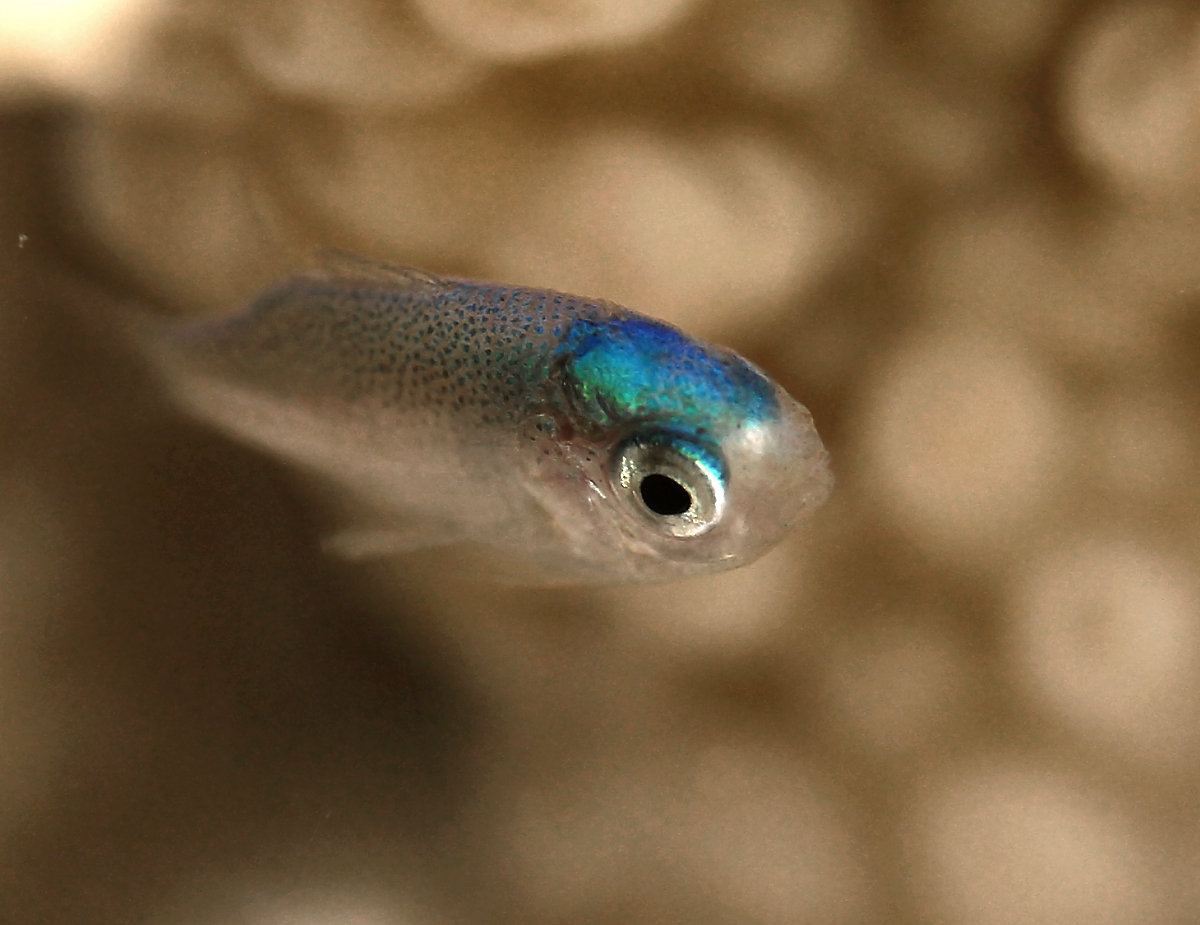
幼魚

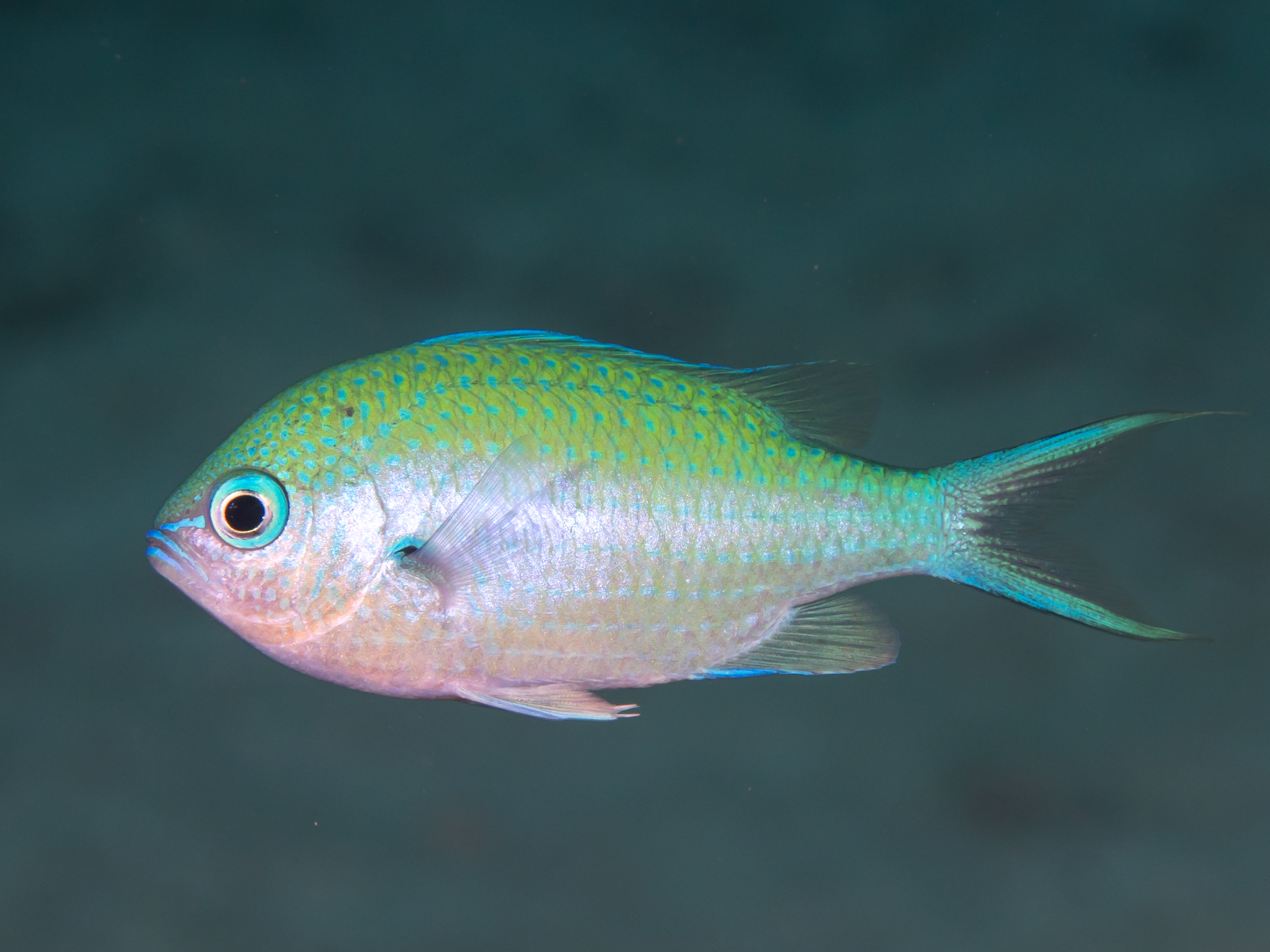
アオバスズメダイ

全長5～8cmほどの小型種。体色はほぼ一様に青味がかかった緑色で、頬部と腹面は緑味がかった銀色。光の当たり方によって様々な種類の青が映る。本種に似たアオバスズメダイと混生している場合があるが、アオバスズメダイは胸鰭の基部が黒くなることで区別される。

## 生態
プランクトンを食べる。

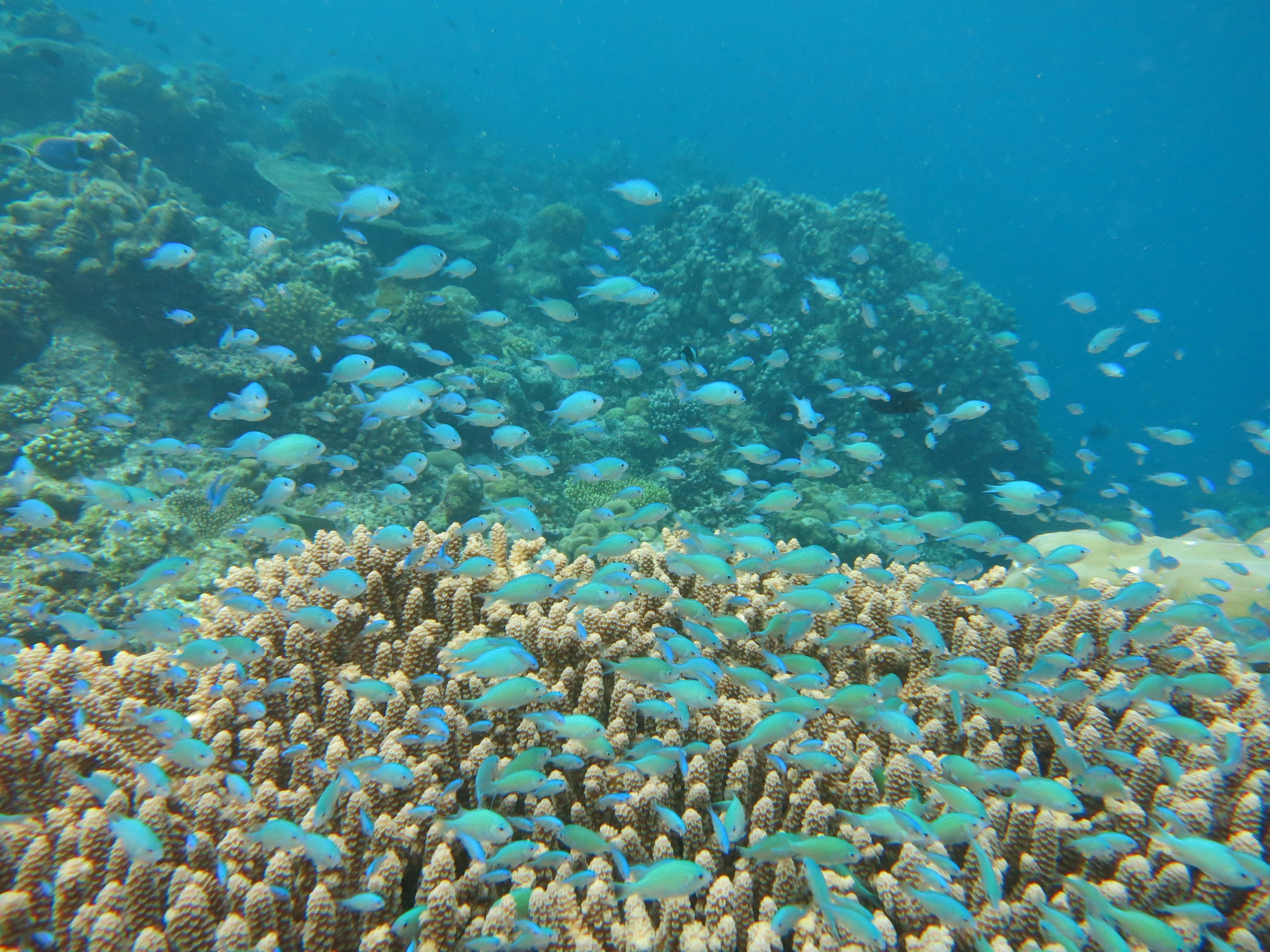
デバスズメダイの群れ

水深1-12mのサンゴ礁で群れになって生活する。危険を察知するとサンゴの隙間に隠れる。

## 分布
西部太平洋。日本では奄美大島以南に分布するとされるが、高知県などでも確認例がある

## 人間とのかかわり
観賞魚。ルリスズメダイやシリキルリスズメダイと並んで安価な海水魚としてポピュラーに飼育されている。群れで生活する性質であるため、スズメダイとしては比較的テリトリーを主張しない複数飼育のしやすい種類である。